# 並母
並母（白一平轉寫：b-）是中古漢語的一個聲母，屬脣音幫組，全濁聲母。該聲母沒有開合口對立，可與所有四個等配合。注意並母在簡化字中不應寫作“并母”，因爲“并”字屬全清幫母。

## 擬音
由於在大多數漢語族語言、域外方音和對音中，並母的大多數字對應雙脣塞音，且爲全濁音，因此音韻學界一致同意將並母擬爲/b/。然而對於其送氣性質並無一致意見，有的學者認爲是送氣音[bʱ]，也有的認爲是不送氣音[b]，或者無所謂送氣或者平送仄不送等。不過，這個聲母在送氣不送氣方面，並沒有對立音位。
| 聲母 | 高本漢 | 李方桂 | 陸志韋 | 王力 | 周法高 | 李榮 | 邵榮芬 | 蒲立本 | 董同龢 | 鄭張尚芳 | 潘悟雲 | 《廣韻》字數 |
| ---- | ------ | ------ | ------ | ---- | ------ | ---- | ------ | ------ | ------ | -------- | ------ | ------------ |
| 並   | bʱ     | b      | b(bʷ)  | bʱ   | b      | b    | b      | b      | bʱ     | b        | b      | 1118         |

註：過往學界曾用逆撇號「ʻ」代表送氣音，後來國際語音學學會已規範以「ʱ」作爲濁音送氣符號，上表亦依規範統一。

## 上古來源
大部分學者一致認為並母字來自於上古漢語的[b]輔音，從上古到中古並母字發音都十分穩定。

## 各家分類
| 唐守溫三十字母 | 宋三十六字母 | 陳澧   | 曾運乾 | 白涤洲 | 李榮 | 周法高 |
| -------------- | ------------ | ------ | ------ | ------ | ---- | ------ |
| 並             | 並、奉       | 並、旁 | 蒲、符 | 蒲、符 | 並   | 並     |

## 反切上字
在廣韻中，屬於並母的反切上字計23個。
- 重唇：蒲步裴薄白傍部平皮便毗弼婢
- 輕唇：房防縛附符苻扶馮浮父

## 例字
| 等   | 例字                                                                      |
| ---- | ------------------------------------------------------------------------- |
| 一等 | 朋 bong、倍 bojX、步 buH、勃 bwot                                         |
| 二等 | 龐 baewng、鮑 baewX、瓣 beanH、帛 baek                                    |
| 三等 | 凡 bjom、婦 bjuwX、附 bjuH、服 bjuwk、皮 bje、辯 bjenX、斃 bjiejH、愎 bik |
| 四等 | 瓶 beng、陛 bejX、蹩 bet                                                  |

## 漢語讀音演變
在相當多的方言中，脣音三等字的一部分（學者認爲主要是三等合口字和韻腹爲後元音的三等開口字）轉變爲脣齒音。音韻學上稱這部分字爲輕脣音，而仍保持雙脣音發音的字爲重脣音。在三十六字母中，《切韻》系統中並母的重脣音仍稱並母，而輕脣音稱奉母，如上表中的“凡、婦、附、服”。多數漢語族語言情況繼承自三十六字母階段的發音，例如粵語和北京音系。
粵語中，並母的濁音清化，平仄送氣狀況各片粵語不盡相同，在標準粵語裏，平聲讀送氣的p [pʰ]，仄聲讀不送氣的b [p]，派入聲調中的陽聲調。少數陽上聲字白讀送氣，如“抱”讀pou5 [pʰou]。
吳語的並母重脣音維持濁音，對應吳拼的b [b]，輕脣音對應吳拼的v [v]。在保留全濁聲母的漢語族語言裏，演變跟吳語相似。
在北京音系和多數官話方言中，全濁聲母清化，重脣音平聲送氣，變爲普拼的p [pʰ]的陽平調，如“平”（中古漢語bieng），仄聲不送氣，變爲普拼的b [p]，如“並”（中古漢語bengx）。輕脣字不論平仄均清化爲f [f]。
閩語中，並母大多變成[p]，少數字不規則念做送氣的[pʰ]，例如“抱”[pʰə]。此外，閩語普遍保留並母與奉母混讀的情況，此情形多在白讀層次，例如閩南語“房”[paŋ]、“飯”[pŋ]。在文讀層次則多變成[h]，例如"凡"[huan]。
客贛方言中，並母多併入送氣的[pʰ]。

## 域外方音
在朝鲜语中無脣齒音，並母字發音均爲雙脣音，有的爲不送氣音ㅂ [p]，有的爲送氣音ㅍ [pʰ]，是否送氣無明顯規律。前者如“排”（brai，배），後者如“皮”（bie，피）。
在日語中並母也無輕重脣的區分，在吳音中ば行（[b]），漢音中は行（[h]或[ɸ]）。
在越南語中並母字多數保留成爲b [ɓ]的陽調。輕脣字同多數漢語方言，清化變爲ph [f]，而重紐四等字變爲清齒塞音t [t]，如“幣”（中古漢語bjed，tệ）。